# Mogielnica
Mogielnica è un comune urbano-rurale polacco del distretto di Grójec, nel voivodato della Masovia.
Ricopre una superficie di 141,56 km² e nel 2004 contava 9 216 abitanti.